# North American Soccer League II
La North American Soccer League (NASL) fou una competició futbolística professional disputada per clubs dels Estats Units i el Canadà que estigué activa entre 2011 i 2017.

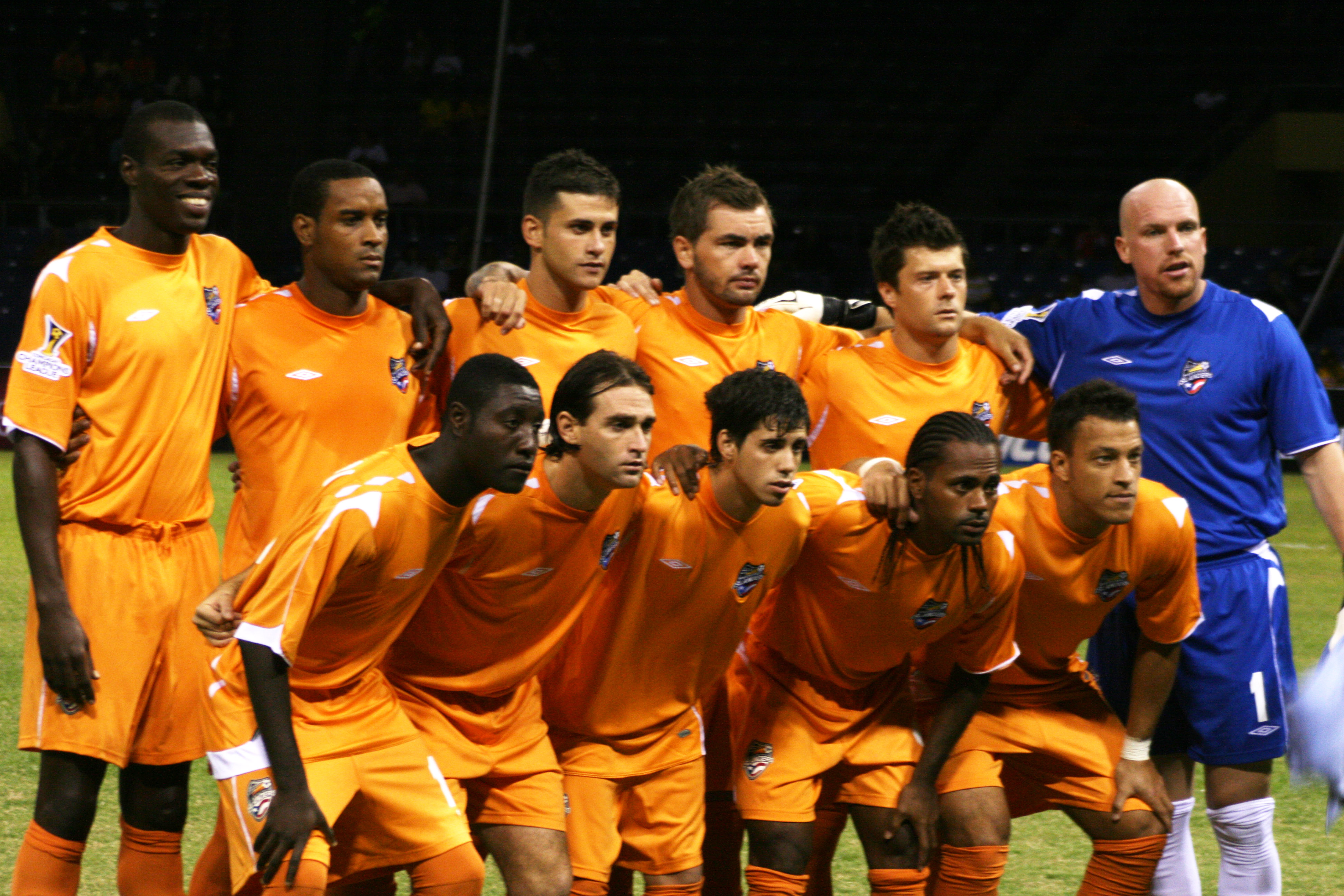
The Puerto Rico Islanders.

Fou sancionada per la Federació dels Estats Units com a Segona Categoria, per darrere de la Major League Soccer. Mark Frisch is the chairman of the board.

## Historial
Fonts:
| Temporada | The Championship (Soccer Bowl Trophy) | Campió temporada regular | Campió primavera    | Campió tardor         |
| --------- | ------------------------------------- | ------------------------ | ------------------- | --------------------- |
| 2011      | NSC Minnesota Stars                   | Carolina RailHawks       | –                   | –                     |
| 2012      | Tampa Bay Rowdies                     | San Antonio Scorpions    | –                   | –                     |
| 2013      | New York Cosmos                       | Carolina RailHawks       | Atlanta Silverbacks | New York Cosmos       |
| 2014      | San Antonio Scorpions                 | Minnesota United FC      | Minnesota United FC | San Antonio Scorpions |
| 2015      | New York Cosmos                       | New York Cosmos          | New York Cosmos     | Ottawa Fury           |
| 2016      | New York Cosmos                       | New York Cosmos          | Indy Eleven         | New York Cosmos       |
| 2017      | San Francisco Deltas                  | Miami FC                 | Miami FC            | Miami FC              |

## Equips participants
- Atlanta Silverbacks
- California United FC
- FC Edmonton
- Fort Lauderdale Strikers
- Indy Eleven
- Jacksonville Armada FC
- Miami FC
- Minnesota United FC
- Montreal Impact
- New York Cosmos
- North Carolina FC
- Oklahoma City FC
- Ottawa Fury FC
- Puerto Rico FC
- Puerto Rico Islanders
- Rayo OKC
- San Antonio Scorpions
- San Diego 1904 FC
- San Francisco Deltas
- Tampa Bay Rowdies
- Virginia Cavalry FC